# Luna Star
Luna Star (La Habana, 25 de mayo de 1989) es una actriz pornográfica y modelo erótica cubana.

## Biografía
Luna Star, nombre artístico de la actriz, nació en la capital cubana en 1989, ciudad en la que se crio hasta los 15 años, cuando dejó La Habana por Miami, en los Estados Unidos. Su madre trabajaba como funcionaria del Gobierno y su padre regentaba una tienda en el casco viejo habanero. En Florida, tras algunos trabajos menores, comenzó una breve carrera como modelo erótica.
Debutó como actriz pornográfica en 2012, a los 23 años, grabando su primera escena para Bangbros. En 2015, tras dos años de carrera, firmó un contrato con la agencia de talentos dirigida por Mark Splieger.
Como actriz ha trabajado para productoras como Evil Angel, Penthouse, Hustler, Reality Kings, Wicked Pictures, Tushy, Naughty America, Jules Jordan Video, Girlfriends Films, Hard X, Bangbros, Digital Playground o New Sensations, entre otras.
En 2015 recibió sus primeras nominaciones en el circuito de premios de la industria, con dos candidaturas en los Premios AVN a la Mejor escena POV de sexo por Dress-Up Dolls y a la Mejor escena de trío M-H-M por Latinas On Fire; así como en los premios XBIZ a la Mejor escena de sexo en película parodia por American Hustle XXX: A Parody.
En 2016 destacó por ganar el premio XBIZ a la Mejor escena de sexo en película vignette, junto a Dani Daniels, por su trabajo en Let's Play Doctor. Recibió, así mismo, la nominación a la Mejor actriz en película parodia por This Ain't Modern Family XXX.
Regresaría en 2017 a los XBIZ con la nominación bajo el brazo por Mejor escena de sexo en película lésbica en Girl Crushed.
Ha rodado más de 910 películas como actriz.
Algunas películas suyas son All Star Super Sluts, Blood Sisters, Crack Fuckers 4, Dirty Talk 2, Facial Cum Sluts 6, Girl Kush, Interracial Squirt 2, Latin Angels, Naughty Athletics 18, Pretty Dirty 5, Sloppy Head 6 o Tearing It Up 2.

## Premios y nominaciones
| Año  | Ceremonia                   | Resultado | Premio                                               | Trabajo                                 |
| ---- | --------------------------- | --------- | ---------------------------------------------------- | --------------------------------------- |
| 2013 | Nightmoves                  | Nominada  | Best New Starlet                                     | —                                       |
| 2013 | Sex Awards                  | Nominada  | Hottest New Girl                                     | —                                       |
| 2014 | Nightmoves                  | Nominada  | Best New Starlet                                     | —                                       |
| 2014 | Nightmoves Fan Awards       | Nominada  | Best New Starlet                                     | —                                       |
| 2014 | The Fannys                  | Nominada  | Ethnic Performer of the Year                         | —                                       |
| 2015 | Premios AVN                 | Nominada  | Mejor escena POV de sexo                             | Dress-Up Dolls                          |
| 2015 | Premios AVN                 | Nominada  | Mejor escena de trío M-H-M                           | Latinas On Fire                         |
| 2015 | Premios AVN                 | Nominada  | Premio fan: Debutante más rompedora                  | —                                       |
| 2015 | Premios AVN                 | Nominada  | Premio fan: Culo más caliente                        | —                                       |
| 2015 | Premios XBIZ                | Nominada  | Mejor escena de sexo en película parodia             | American Hustle XXX: A Parody           |
| 2016 | Premios AVN                 | Nominada  | Premio fan: Culo más épico                           | —                                       |
| 2016 | Spank Bank Awards           | Nominada  | Best 'Just Got Fucked' Hair                          | —                                       |
| 2016 | Spank Bank Awards           | Nominada  | Boobalicious Babe of the Year                        | —                                       |
| 2016 | Spank Bank Awards           | Nominada  | Prettiest "Whore Mouth"                              | —                                       |
| 2016 | Premios XBIZ                | Nominada  | Mejor actriz en película parodia                     | This Ain't Modern Family XXX            |
| 2016 | Premios XBIZ                | Ganadora  | Mejor escena de sexo en película vignette            | Let's Play Doctor                       |
| 2017 | Premios AVN                 | Nominada  | Mejor escena de sexo en realidad virtual             | Sarah Jessie's X3 Extreme VR Experience |
| 2017 | Spank Bank Awards           | Nominada  | Baroness of Licking Lady Ass                         | —                                       |
| 2017 | Spank Bank Awards           | Nominada  | Best Spitter                                         | —                                       |
| 2017 | Spank Bank Awards           | Nominada  | Creampied Cutie of the Year                          | —                                       |
| 2017 | Spank Bank Awards           | Nominada  | Prettiest Whore Mouth                                | —                                       |
| 2017 | Premios XBIZ                | Nominada  | Mejor escena de sexo en película lésbica             | Girl Crushed                            |
| 2018 | Premios AVN                 | Nominada  | Mejor actriz de reparto                              | Bad Babes Inc.                          |
| 2018 | Spank Bank Awards           | Nominada  | Latina Starlet of the Year                           | —                                       |
| 2018 | Spank Bank Awards           | Nominada  | Most Underrated Slut                                 | —                                       |
| 2018 | Spank Bank Awards           | Nominada  | Most Volumptous Vixen                                | —                                       |
| 2018 | Spank Bank Awards           | Nominada  | VR Star of the Year                                  | —                                       |
| 2018 | Spank Bank Technical Awards | Ganadora  | Spontaneous Splitter                                 | —                                       |
| 2018 | Premios XBIZ                | Nominada  | Mejor escena de sexo en realidad virtual             | T&A Solo Edition                        |
| 2019 | Premios AVN                 | Nominada  | Mejor escena de sexo en grupo                        | Fallen II: Angels & Demons              |
| 2019 | Premios AVN                 | Nominada  | Premio fan: Mejores pechos                           | —                                       |
| 2019 | Premios XBIZ                | Nominada  | Mejor escena de sexo en película gonzo               | Double Penetration Fixation 6           |
| 2019 | Premios XBIZ                | Nominada  | Mejor escena de sexo en película vignette            | Rancho Erotica                          |
| 2019 | Spank Bank Awards           | Nominada  | Hardest Working Ho in Ho Biz                         | —                                       |
| 2019 | Spank Bank Awards           | Nominada  | Latina Starlet of the Year                           | —                                       |
| 2019 | Spank Bank Awards           | Nominada  | Prettiest 'Whore Mouth'                              | —                                       |
| 2019 | Spank Bank Awards           | Nominada  | Size Queen                                           | —                                       |
| 2019 | Spank Bank Awards           | Nominada  | Super Squirter of the Year                           | —                                       |
| 2019 | Premios Urban X             | Nominada  | Artista femenina del año                             | —                                       |
| 2021 | Premios AVN                 | Nominada  | Mejor escena POV de sexo                             | Luna's 5 Star Vacation Day              |
| 2023 | Premios XBIZ                | Nominada  | Mejor escena de sexo en película de todo sexo        | Voyeuristic Void                        |
| 2024 | Premios AVN                 | Nominada  | Mejor escena escandalosa de sexo                     | Bound to Be Kinky 2                     |
| 2024 | Premios AVN                 | Nominada  | Mejor escena de sexo lésbico en grupo                | Luna Star: Seduce & Destroy Part 2      |
| 2024 | Premios AVN                 | Nominada  | Mejor escena de trío                                 | Machine Gunner                          |
| 2024 | Premios XBIZ                | Nominada  | Mejor escena de sexo en película gonzo               | Bound to Be Kinky 2                     |
| 2024 | Premios XBIZ                | Ganadora  | Mejor escena de sexo en película performance         | Luna Star: Seduce & Destroy             |
| 2024 | Premios XBIZ                | Nominada  | Mejor escena de sexo en película protagonista        | Machine Gunner                          |
| 2024 | Premios XBIZ                | Ganadora  | Mejor escena de sexo en película de temática erótica | Luna Star: Seduce & Destroy             |
| 2025 | Premios AVN                 | Ganadora  | Mejor escena de sexo en grupo                        | 20 for 20                               |
| 2025 | Premios AVN                 | Nominada  | Mejor escena de sexo en grupo                        | Project X                               |
| 2025 | Premios XMA                 | Ganadora  | Mejor escena de sexo en orgía o grupal               | 20 for 20                               |